# Jens Smærup Sørensen

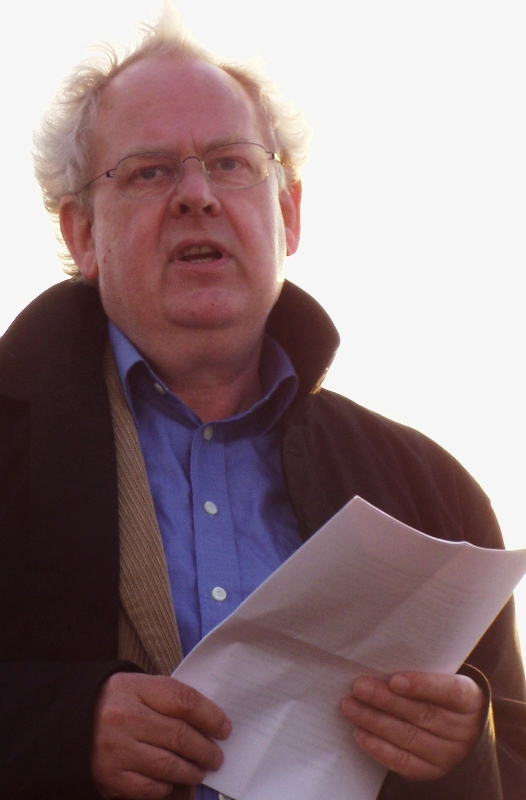
Jens Smærup Sørensen (2006)

Jens Smærup Sørensen (* 30. Mai 1946 in Staun am Limfjord, Himmerland, Dänemark) ist ein dänischer Autor.

## Leben
Sørensen promovierte im Fach Dänische Sprache. Er erhielt 1990 den Großen Preis der Dänischen Akademie, wurde 1995 Mitglied der Akademie und ist seit 2006 ihr Sekretär. Er lebt auf der Insel Mors im Limfjord.

## Veröffentlichungen
- Udvikling til fremtiden. Gedichte. 1971.
- Skoven nu. Roman. 1978.
- Nytår. Kinderbuch. 1982.
- Hjælp til Anders. Jugendroman. 1985.
- Resultatet. Hörspiel 1985.
- Katastrofe. Roman. 1989.
- Breve. Erzählungen. 1992.
  - deutsch: Brief eines Seelenverkäufers. aus dem Dänischen von Roland Hoffmann. Literaturverlag Roland Hoffmann, München 2011, ISBN 978-3-940331-05-2.[1]
- Af ord. Erzählungen. 1999.
- Farer på skolevejen. Gyldendal, Kopenhagen 2001, ISBN 87-02-00213-2.
- Det eftersøgte barn. Schauspiel. 2001.
- Sommerfest under jorden. Schauspiel. 2002.
- Mærkedage. historischer Roman. 2007.
- Hjertet slår og slår. Roman. 2012.
- PHASE. Roman. 2012.
- Hjertet slår og slår. Roman, Gyldendal, Kopenhagen 2012, ISBN 978-87-02-13535-0.
- Feriebørn. Roman. Gyldendal, Kopenhagen 2015, ISBN 978-87-02-17140-2.

## Ehrungen und Auszeichnungen
- 1972: Otto Geldstedtprisen.
- 1989: Kritikerprisen für Katastrofe.
- 2005: Literaturpreis Drachmannlegatet
- 2007: Weekendavisens litteraturpris für Mærkedage.
- 2008: De Gyldne Laurbær für Mærkedage.
- 2008: DR Romanpreis für Mærkedage.
- 2010: Ritterkreuz des Danebrogordens.
- 2013: Søren-Gyldendal-Preis.